# Zimmern ob Rottweil
Zimmern ob Rottweil település Németországban, azon belül Baden-Württembergben. Lakosainak száma 6425 fő (2023. december 31.). Zimmern ob Rottweil Rottweil, Dunningen, Königsfeld im Schwarzwald, Niedereschach, Deißlingen, Villingendorf és Eschbronn községekkel határos.

## Népesség
A település népessége az elmúlt években az alábbi módon változott:
| Lakosok száma | 4182 | 6149 | 6228 | 6352 | 6413 | 6425 |
|               | 1975 | 2017 | 2019 | 2021 | 2022 | 2023 |